# Appel téléphonique obscène
Un appel téléphonique obscène est un appel au téléphone non sollicité durant lequel un individu éprouve un plaisir sexuel en utilisant un langage sexuel ou pervers envers un autre individu inconnu. Ce type d'appel téléphonique obscène pour le plaisir sexuel est connu sous le nom de scatologie téléphonique et est considéré comme une forme d'exhibitionnisme. La scatologie téléphonique est classée en tant que paraphilie d'un point de vue médical, dans le "Manuel diagnostique et statistique des troubles mentaux", section des "Paraphilies Non-Spécifiées", seulement du point de vue de l'appel, elle est généralement considérée comme une forme de harcèlement sexuel et de "stalking".
Généralement, durant un appel téléphonique obscène, il est conseillé de simplement raccrocher au nez de l'individu, et de rapporter l'incident à la compagnie téléphonique et/ou la police. Même lorsque l'identification de l'appelant n'est pas effective, les appels sont filtrés par la compagnie téléphonique, ce qui fait que le numéro de l'individu peut être trouvé. Cependant certains individus engageant ces types d'obscénité utilisent des téléphones publics ou cabines téléphoniques, et dans ce cas, une enquête plus approfondie s'avère nécessaire.